# John Earl Sager
John Earl Sager, kanadski general, * 1898, † 1946.